# ان‌جی‌سی ۷۰۶۶
ان‌جی‌سی ۷۰۶۶ (انگلیسی: NGC 7066) یک کهکشان مارپیچی است که در فاصله حدود ۲۱۰ میلیون سال نوری از زمین در صورت فلکی اسب بزرگ واقع شده است. کهکشان NGC 7066 توسط اخترشناس لوئیس سوئیفت در ۳۱ اوت ۱۸۸۶ کشف شد.